# Phorbas arborescens
Phorbas arborescens är en svampdjursart som först beskrevs av Burton 1956.  Phorbas arborescens ingår i släktet Phorbas och familjen Hymedesmiidae. Inga underarter finns listade i Catalogue of Life.